# Cânion de Charyn
O Cânion Charyn é um cânion de 80 km de extensão no Cazaquistão, no rio Sharyn, a 200 km a leste de Almaty, perto da fronteira com a China. Faz parte do Parque Nacional Sharyn, que foi estabelecido em 23 Fevereiro de 2004 e localizado no território dos Distritos uigures e Kegen da Província de Almaty.